# Conisholme
Conisholme est une paroisse civile et un village du Lincolnshire, en Angleterre.